# SI-systemet
Système international d'unités eller SI-systemet (i daglig tale det metriske system eller metersystemet) er et internationalt enhedssystem (navnet kommer fra fransk Système International d'Unités som betyder internationalt enhedssystem). SI-systemet bruges i det meste af verden på nær USA, Liberia og Myanmar. Det er en udvidelse af det tidligere meter-kilogram-sekund-system (MKS) med ekstra grundlæggende enheder.
Si-systemet blev opdateret d. 20 maj 2019 hvor der kom nye mere præcise definitioner til enhederne, som var bundet op til præcise konstanter. Disse konstanter er blandt andet Avogadros konstant, Plancks konstant, Boltzmanns konstant og Elementarladning. Disse nye konstanter var valgt, da de som kilde var mere præcis end de tidligere definitioner som var beskrevet ved sammenhæng der passede let ind som definition, men som stadig kunne variere.
Der er syv grundlæggende SI-enheder, adskillige afledte SI-enheder, og et antal SI-præfikser som kan sættes foran enhederne.

## Grundlæggende SI-enheder
Alle andre enheder baseres på følgende grundenheder:
| Størrelse       | Grundenhed | Symbol | Definition |
| --------------- | ---------- | ------ | --- |
| Længde          | meter      | m      | Den distance lys rejser i vakuum på 1/299.792.458 sekunder. 299.792.458 m/s er lysets hastighed c. |
| Masse           | kilogram   | kg     | Et kilogram er defineret således, at Plancks Konstant h er præcis 6,62607015⋅10−34 J⋅s (J = kg⋅m2/s2). |
| Tid             | sekund     | s      | Varigheden af 9.192.631.770 perioder af den stråling der svarer til overgangen mellem to hyperfine niveauer af et cæsium-133-atoms grundtilstand. |
| Elektrisk strøm | ampere     | A      | Strømmen af præcist 1/1,602176634⋅10−19 gange elementarladningen e per sekund. |
| Temperatur      | kelvin     | K      | En kelvin er defineret således, at Boltzmanns konstant k er præcis 1,380649⋅10−23 J/K (J = kg⋅m2/s2). |
| Stofmængde      | mol        | mol    | Stofmængden af præcist 6,02214076⋅1023 elementære enheder. Elementære enheder kan ud fra kontekst enten være atomer, molekyler, ioner, elektroner, andre partikler eller specificerede grupper af partikler. 6,02214076⋅1023 er Avogadros konstant NA. |
| Lysstyrke       | candela    | cd     | Lysstyrken i en bestemt retning fra en kilde, der udsender monokromatisk stråling med en frekvens på 5,4⋅1014 hertz og har en strålingsstyrke på 1/683 watt per steradian.                                                                             |

## Danmark
Danmark har vedtaget SI-systemet ved Lov om mål og vægt nr. 246 af 12. maj 1976 og Handelsministeriets bekendtgørelse nr. 320 af 21. maj 1977, hvilket indebærer at SI-systemets størrelser og enheder skal anvendes i myndighedspublikationer, standarder, normer, undervisningsmateriale, varedeklarationer m.v.

## Andre enheder der bruges sammen med SI-enhederne
Der er mange enheder, der ikke defineres som SI-enheder. De bruges dog både i den videnskabelige, tekniske og kommercielle verden. Mange af disse enheder kan spores langt tilbage i tiden. Vi måler fx tiden i dage, timer og minutter. Mange forskellige samfund har gennem årene brugt soldagen til at definere tiden.
Eksempler på enheder som er tilladt at bruge sammen med SI-enhederne:
| Fysisk størrelse             | Navn               | Symbol  | Omdannet til SI-enheder |
| ---------------------------- | ------------------ | ------- | --- |
| Tid                          | Min Time(r) Dag(e) | min h d | 1 min = 60 sek 1 h = 60 min = 3600 sek 1 d = 24 h = 86 400 sek                                                                |
| Længde                       | Astronomisk enhed  | au      | 1 au = 149.597.900.000 m |
| Rumfang                      | Liter              | l, L    | 1 L = 1 dm3 = 103 cm3 = 10−3 m3                                                                                               |
| Masse                        | Ton                | t       | 1 t = 1000 kg |
| Areal                        | Hektar             | ha      | 1 ha = 10.000 m2 |
| Energi                       | Elektronvolt       | eV      | 1 eV = 1.602176634×10−19 J |
| Fasevinkel                   | Grader             | °       | 1° = (π/180) rad |
| logaritmiske forholdsmængder | Neper Bel Decibel  | Np B dB | Ved anvendelse af disse enheder er det vigtigt, at mængdernes art specificeres, og at der anvendes en bestemt referenceværdi. |

## Oprindelse
Enhederne i SI-systemet er bestemt af en række internationale konferencer organiseret af Bureau International des Poids et Mesures (Det internationale kontor for vægt og mål). Den første SI-enhed blev indført i 1960, og den seneste tilføjelse er fra 1971.
Men SI eller metersystemet har rødder tilbage til omkring 1640. Det blev lavet af franske videnskabfolk, og blev udbredt i forbindelse med den franske revolution i 1789. Systemet forsøgte at definere sine enheder på en ikke-vilkårlig måde, hvilket passede godt ind i revolutionens idé om "ren fornuft".

### MKS-/ MKSA-systemet
I Danmark blev metersystemet debatteret i Folketinget i 1899, og vedtaget ved lov 4. maj 1907, og blev det eneste lovlige 1. april 1916. Før da havde en række andre europæiske lande vedtaget systemet, bl.a. Norge ved lov 22. maj 1875 med gyldighed fra 1. juli 1882, Sverige ved lov 22. november 1878 med gyldighed fra 1. januar 1889, og Finland ved lov 16. juli 1886 med gyldighed fra 1. januar 1892.

### Meter
En meter skulle være en timilliontedel af afstanden fra Nordpolen til ækvator langs meridianen gennem Paris. Senere blev der fremstillet en platinstang med indgraverede mærker for en meter for at have en mere praktisk brugbar standard for en meter. Stangen blev opbevaret i Paris og skulle afhjælpe i tvivlsspørgsmål ved handel. På grund af en beregningsfejl, blev prototypen i platin 0,2 mm for kort i forhold til den første definition. Som teknikken udviklede sig blev definitionen (men ikke længden) ændret to gange: Først til et multiplum af en bestemt strålingsbølgelængde, og sidst til den afstand lys tilbagelægger i vakuum i 1/299.792.458 sekunder. Denne definition er den nyeste og den gældende.

### Masse og rumfang
Enheden for masse er kilogram, som var defineret som massen af en kubus med sidelængde en tiendedel meter fyldt med vand med størst mulig massefylde (hvilket er ved +4 °C). Rumfanget af kuben kaldes også en liter. Der blev senere fremstillet et metallod af platin-iridium med en masse på et kilogram, og det har siden da været brugt til definitionen.

### Temperatur
Temperaturenheden blev Celsiusgrader, hvor 0 grader er temperaturen af en blanding af is, vand og 100 grader temperaturen af kogende vand. Da man senere fandt ud af, at der findes en absolut minimumstemperatur, blev nulpunktet flyttet til minimumstemperaturen, hvorved kelvin-skalaen blev skabt. I celsius-skalaen, kaldes det absolutte nulpunkt minus 273,15 grader. Derfor skelner man mellem temperaturen T og temperaturen t, hvor førstnævnte altid angiver en temperatur (oftest i kelvin, men kan være andre temperaturskalaer) og sidstnævnte kan betegne tid eller en afledt temperaturenhed (således aldrig kelvin, men f.eks. celsius).

### Tid
Tidsenheden er sekund som oprindeligt er fastsat så der er 86.400 sekunder på et døgn. Definitionen er raffineret adskillige gange i takt med videnskabens og målemetodernes udvikling. Der er 60 sekunder pr. minut, 60 minutter på en time og 24 timer på et døgn.

### SI-præfikser
SI-præfikser er et eller flere morfemer, som kan sættes foran en enhed for at tilføje potenser til den. Potens betyder, at et tal skal ganges med sig selv et bestemt antal gange. Alle SI-præfikser er et ti opløftet med heltal.
BIPM's SI-præfikser:
| Præfiks | Præfiks | Tal      | Tal   | Tal                                       | Tal              | Præfiks fra | Præfiks fra                                               |
| Navn    | Symbol  | 1000m    | 10n   | Decimaltal                                | Navn             | År          | Etymologi                                                 |
| quetta  | Q       | 100010   | 1030  | 1 000 000 000 000 000 000 000 000 000 000 | Quintillion      | 2022        |                                                           |
| ronna   | R       | 10009    | 1027  | 1 000 000 000 000 000 000 000 000 000     | kvadrilliard     | 2022        |                                                           |
| yotta   | Y       | 10008    | 1024  | 1 000 000 000 000 000 000 000 000         | kvadrillion      | 1991        | græsk ὀκτώ, okto, otte for 10008                          |
| zetta   | Z       | 10007    | 1021  | 1 000 000 000 000 000 000 000             | trilliard        | 1991        | græsk bogstav ζ, zeta, i oldgr. ζῆτα, sept, syv for 10007 |
| exa     | E       | 10006    | 1018  | 1 000 000 000 000 000 000                 | trillion         | 1975        | græsk ἕξ, hex, seks for 10006                             |
| peta    | P       | 10005    | 1015  | 1 000 000 000 000 000                     | billiard         | 1975        | græsk πέντε, pente, fem for 10005                         |
| tera    | T       | 10004    | 1012  | 1 000 000 000 000                         | billion          | 1960        | græsk τέρας, teras, monster                               |
| giga    | G       | 10003    | 109   | 1 000 000 000                             | milliard         | 1960        | græsk γίγας, gigas, kæmpe                                 |
| mega    | M       | 10002    | 106   | 1 000 000                                 | million          | 1960        | græsk μέγας, megas, stort                                 |
| kilo    | k       | 10001    | 103   | 1 000                                     | tusind           | 1795        | græsk χίλιοι, khilioi, tusind                             |
| hekto   | h       | 10002/3  | 102   | 100                                       | hundrede         | 1795        | græsk ἑκατόν, hekaton, hundrede                           |
| deka    | da      | 10001/3  | 101   | 10                                        | ti               | 1795        | græsk δέκα, deka, ti                                      |
|         |         | 10000    | 100   | 1                                         | en / et          | -           | -                                                         |
| deci    | d       | 1000-1/3 | 10-1  | 0,1                                       | tiendedel        | 1795        | latin decimus, tiende                                     |
| centi   | c       | 1000-2/3 | 10-2  | 0,01                                      | hundrededel      | 1795        | latin centum, hundrede                                    |
| milli   | m       | 1000-1   | 10−3  | 0,001                                     | tusindedel       | 1795        | latin mille, tusind                                       |
| mikro   | µ       | 1000-2   | 10−6  | 0,000 001                                 | milliontedel     | 1960        | græsk μικρός, mikros, småt                                |
| nano    | n       | 1000-3   | 10−9  | 0,000 000 001                             | milliardtedel    | 1960        | græsk νάνος, nanos, dværg                                 |
| piko    | p       | 1000-4   | 10−12 | 0,000 000 000 001                         | billiontedel     | 1960        | italiensk piccolo, småt                                   |
| femto   | f       | 1000-5   | 10−15 | 0,000 000 000 000 001                     | billiardtedel    | 1964        | dansk femten for 10−15                                    |
| atto    | a       | 1000-6   | 10−18 | 0,000 000 000 000 000 001                 | trilliontedel    | 1964        | dansk atten for 10−18                                     |
| zepto   | z       | 1000-7   | 10−21 | 0,000 000 000 000 000 000 001             | trilliardtedel   | 1991        | latin septem, syv for 1000-7                              |
| yokto   | y       | 1000-8   | 10−24 | 0,000 000 000 000 000 000 000 001         | kvadrilliontedel | 1991        | græsk ὀκτώ, okto, otte for 1000-8                         |
| ronto   | r       | 1000-9   | 10−27 | 0,000 000 000 000 000 000 000 000 001     | kvadrilliardedel | 2022        |                                                           |
| quecto  | q       | 1000-10  | 10−30 | 0,000 000 000 000 000 000 000 000 000 001 | Quintilliontedel | 2022        |                                                           |

## Redefinition af SI-enhederne i 2019
Redefineringen af SI-basisenheder trådte i kraft på den 144. årsdag for meterkonventionen, den 20. maj 2019. Omdefineringen ændrede på fire af de syv SI-basisenheder - kilogram, ampere, kelvin og mol - ved at indstille nøjagtige numeriske værdier for Planck-konstanten ( h ), den elementære elektriske ladning ( e ), Boltzmann-konstanten ( k ) og Avogadro-konstanten ( N A). De andre, sekund, meter og candela var allerede på dette tidspunkt defineret på fysiske konstanter.
De nye definitioner blev vedtaget for at forbedre SI-systemet uden at ændre værdien af nogen enheder og fortsætte med de eksisterende størrelser.
Den tidligere store ændring i SI-systemet blev vedtaget i 1960, da det internationale system af enheder (SI-systemet) formelt blev offentliggjort. På dette tidspunkt blev længde omdefineret; definitionen blev ændret fra prototypemåleren til et bestemt antal bølgelængder af en spektral linje af en krypton-86-stråling.
På dette tidspunkt var SI konstrueret af omkring syv basisenheder, som blev brugt til at konstruere de andre enheder. Redefinitionen i 2019 ændrede SI-systemet til syv definerende konstanter.

Et forslag til ændringer:
- Ud over lysets hastighed, blev fire konstanter - Plancks konstant, Elementarladning, Boltzmanns konstant og Avogadros konstant - omdefineret til at have præcise værdier.
- Den internationale kilograms-prototype blev fjernet.
- De nuværende definitioner af kilogram, ampere, kelvin og mol skulle ændres.

De nye definitioner blev vedtaget af EU d. 26. november 2018, og trådte i kraft d. 20. maj 2019.

## Globalt brug af SI-enheder
Der er for få eller ingen kildehenvisninger i dette afsnit, hvilket er et problem. Du kan hjælpe ved at angive troværdige kilder til de påstande, som fremføres.

SI-enhederne er en global vedtagelse som gør det lettere internationalt, når nye målinger skal vedtages af de forskellige lande.
SI indgår i verdenshandelsorganisationen WTO's aftale om tekniske handelshindringer. Dog er dette initiativ ikke noget som skal vedtages ved lov i de forskellige medlemslande, men det er derimod frit, om man vil indgå i WTO's aftale om den globale måle-enhed. Kun meget få lande bruger ikke Si-enhederne, men det eneste land af betydning er USA, hvor 18 forbundsstater i 1999 valgte ikke at bruge SI-enhederne.
Si-enhederne var altså en måde, man ville prøve at reducere de hindringer, der var for den internationale handel, idet man ikke havde fælles enheder for de forskellige lande.
Både Danmark og EU har været medlem af "WTO" siden oprettelsen i 1995, og Danmark bakker stadig op om organisationen. "WTO" er derudover også en hjælp udviklingslandene, i det at SI-enhederne har medført et bedre grundlag for udviklingslandene i forhold til handel på global plan.[kilde mangler]